# 일리아 배스킨
일리아 배스킨(Elya Baskin, 1950년 8월 11일 ~ )는 라트비아 출신의 미국 배우이다.
리가에서 태어났다.

## 출연 작품
- 사일런트 스크림스 (2016년)
- 지미 P (2013년)
- 천사와 악마 (2009년)
- 세이 잇 인 러시안 (2007년)
- 듀큐스 (2007년) - 머프 역
- 스파이더맨 3 (2007년) - 미스터 디코비치 역
- 컬러 오브 더 크로스 (2006년)
- 패밀리가 간다 (2006년)
- 스파이더맨 2 (2004년) - 미스터 디트코비치 역
- 하트브레이커스 (2001년)
- 런어웨이 바이러스 (2000년)
- D-13 (2000년)
- 옥토버 스카이 (1999년)
- 벡커 (1998년)
- 카운터포스 2 (1998년)
- 오스틴 파워: 제로 (1997년)
- 에어 포스 원 (1997년)
- 숲속의 전사 (1996년)
- 스파이 하드 (1996년) - 우크린스키 교수 역
- 러브 어페어 (1994년)
- 우린 사춘기 (1990, Zits)
- 특수 기동대 트럭원 (1989년)
- 적 그리고 사랑 이야기 (1989년)
- 딥 식스 (1989년)
- 마법의 이중주 (1988년) - 커쉬너 교수 역
- 황금의 거리 (1986년)
- 장미의 이름 (1986년)
- 잃어버린 휴가 (1985년)
- 2010 우주 여행 (1984년)
- 아메리칸 팝 (1981년)
- 타이타닉 인양 (1980년)
- 월드 그레이티스트 러버 (1977년)

### 텔레비전
- 광속인간 샘 (1991)
- 시티 레인져 (1993-96)